# Linneus (Maine)
Pour les articles homonymes, voir Linneus.
Linneus est une ville située dans l’État américain du Maine, dans le comté d’Aroostook.

## Géographie
|  |         |                 |
|  | Linneus | Hodgdon (Maine) |
|  |         |                 |

## Personnalité liées à la ville
- Edwin C. Burleigh, sénateur, y est né.